# Culcasia orientalis
Culcasia orientalis là một loài thực vật có hoa trong họ Ráy (Araceae). Loài này được Mayo mô tả khoa học đầu tiên năm 1985.